# Rudolf Saalfeld
Rudolf Saalfeld (* 26. September 1902 in Hamburg; † 20. November 1991 ebenda) war ein deutscher Gewerkschaftsfunktionär und Politiker (SPD).

## Leben und Beruf
Saalfeld war das siebte von acht Kindern des Zigarettenmachers und -händlers, Gewerkschafters und SPD-Bürgerschaftsabgeordneten Eli Saalfeld. Sein Vater war jüdischer Herkunft, gehörte aber als Freidenker keiner Religionsgemeinschaft an. Er selbst absolvierte die Lehre zum Elektriker. 1916 trat er der Gewerkschaft bei.
Als Saalfeld am 16. Juni 1933 an einer Vorstands- und Ausschusssitzung der Hamburger SPD teilnahm, wurde das Verlagshaus des Hamburger Echo, in dem die Sitzung stattfand, von der Gestapo besetzt. Kurz darauf wurde er verhaftet, am 22. Juli wurde er wieder entlassen. Daraufhin beteiligte er sich am sozialdemokratischen Widerstand und hielt Kontakt zu Herbert Dau und zu Mitgliedern der Sozialistischen Arbeiterpartei um Arthur Busch. Dabei wurde er mehrfach verhaftet, vom 24. September bis zum 25. Oktober 1934 saß er im KZ Fuhlsbüttel zunächst in "Schutzhaft", später in Untersuchungshaft. Am 2. Mai 1935 wurde ein Prozess gegen ihn und zwanzig weitere Angeklagte vor dem Hanseatischen Oberlandesgericht eröffnet. Ihm wurde die Verbreitung von Flugblättern vorgeworfen, die aber nicht nachgewiesen werden konnte. Er selbst gab die Weitergabe von Flugblättern in zwei Fällen zu. Letztlich wurde er zu einer Haftstrafe von einem Jahr und sechs Monaten verurteilt, welche er bis zur Entlassung am 3. April 1936 erneut in Fuhlsbüttel verbüßte.
Saalfeld blieb nach seiner Haftentlassung zunächst arbeitslos, später fand er Anstellungen, zunächst als Hilfsarbeiter, danach als Bordelektroniker auf Handelsbegleitschiffen der Reederei H. C. Horn. Aus diesem Verhältnis wurde er wegen Wehrunwürdigkeit entlassen und seine Fahrerlaubnis entzogen. Vorübergehend übte er seinen erlernten Beruf des Elektrikers aus, im letzten Kriegsjahr musste er zwangsweise Aufräumungsarbeiten leisten.
Nach Kriegsende beteiligte sich Saalfeld am Wiederaufbau der Gewerkschaften. Nachdem er zunächst beim Hamburger Arbeitsamt tätig gewesen war, wurde er mit leitenden Gewerkschaftsfunktionen betraut: Zum 18. September 1946 wurde er Sekretär beim DGB, von 1949 bis 1959 war er erster Bevollmächtigter (und damit Vorsitzender) der IG Metall in Hamburg. Ferner war er stellvertretender Vorsitzender des DGB-Ortsausschusses Hamburg. Zuletzt arbeitete er für die Hamburgischen Elektrizitätswerke, war nebenher aber auch weiter gewerkschaftlich engagiert.

## Politik
Nachdem er bereits in der Arbeiterjugend aktiv gewesen war, trat Saalfeld im Jahr 1918 in die SPD ein. Dort gehörte er dem Distriktsvorstand an und war Vorsitzender der sozialdemokratischen Arbeitsgemeinschaft der Kinderfreunde. 1924 wurde er Mitglied des Reichsbanners. Am 16. Juni 1933 wurde er noch in den Parteivorstand der Hamburger SPD gewählt. Nach dem Krieg beteiligte er sich am Wiederaufbau der Partei. Dort wurde er Distriktsvorsitzender in Eimsbüttel sowie Kreis- und Landesdelegierter. 1953 wurde er in die Hamburgische Bürgerschaft gewählt, der er eine Wahlperiode lang bis 1957 angehörte.